# آوسله
آوسله (انگلیسی: Åsle) یک منطقه مسکونی در سوئد است که در بخش فالشوپینگ شهرستان وسترا یوتلاند واقع شده است.

## نگارخانه

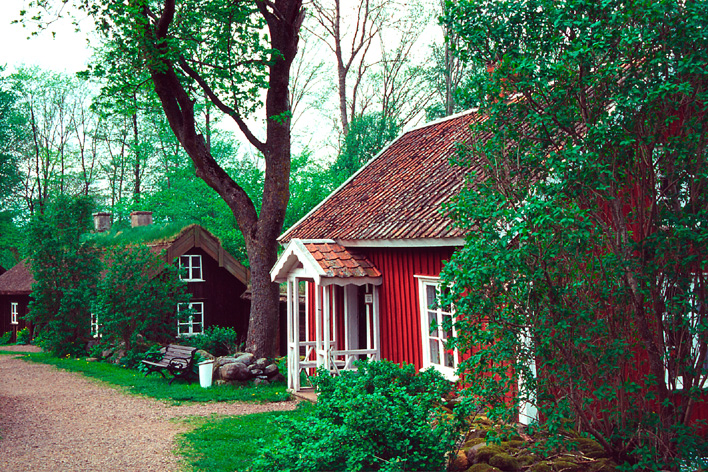